# ハンツビル病院トラム・システム
ハンツビル病院トラム・システム（ハンツビルびょういんトラムシステム、英: Huntsville Hospital Tram System）は、アメリカ合衆国アラバマ州ハンツビルにあるハンツビル病院システム複合体の一部として位置付けられたAutomated People Mover (APM) システムである。
延長580m (1,890ft)のコンクリート製ガイドウェイ上で運行されており、トラムがハンツビル病院婦人科および小児科棟とハンツビル病院の連絡に役立っている。
完成時には、当APMはデューク大学医療センター患者高速輸送機関の後のアメリカ合衆国における2番目の病院ピープル・ムーバー・システムであった。
2010年1月現在、当APMは、アラバマ州における完成された唯一のAPMシステムである。

## 概要
当APMは、ポマおよびオーティス・エレベータ・カンパニーの合弁会社であるポマ＝オーティス・トランスポーテーション・システムズによって開発されており、ブラスフィールド・アンド・ゴリーによって建設され、最終建設費用が1,090万ドル (US$) となる2両の車両システムが完成した。
2本の580m (1,890ft)のコンクリート製ガイドウェイは、地上より高さ9.1m (30ft)の高架となっている。
運行には毎年28万ドル (US$) の費用が掛かっており、ハンツビル病院トラム・システムは、1日当たり約2,200人の乗客を取り扱っている。
車両は、スイスのガングロフ社によって設計された。
各車両は、着席人員3人および立席人員38人の乗客を扱うことができる。
さらに、患者の搬送のために、病院で使用されている最大のベッドを収容できるように各車両が設計されていた。
当システムは、主要なハンツビル病院の建物と、プラザ・リソース・センターおよびフランクリン・メディカル・タワーの中間に停留所がある、ハンツビル病院婦人科および小児科棟との間で、東西方向に走行している。
当システムは、様々な駅に到達させるために、「ローカル・モード」および「エクスプレス・モード」の2つの別々のモードを提供している。
「ローカル・モード」は、主に北側のトラックに沿って移動しており、4つの停留所に全て止まる。
「エクスプレス・モード」は、主に南側のトラックに沿って、2つの終点の間を移動するだけである。

## 歴史
ハンツビル病院のためにトラム・システムを開発するという考えは、1997年中頃に最初に提案された。
両方の駐車場の問題および広大な病院キャンパスの独立した建物間を簡単に連絡できる解決策として、トラムは提案された。
さらに、1994年のハンツビル病院と旧・ヒューマナ病院の統合および改革によって、重複したサービスを排除し、各施設からの患者および医者の容易な搬送を提供するために必要となるトラムの開発となった。
1998年12月では、その建設を考慮に入れるためにハンツビルゾーニング調整委員会からいくつかの資産分散の承認を得た後に、システムの計画は前進した。
2000年初頭には、2001年夏に予定される初開業に向けて、システムの建設が開始されると思われた。
しかし、建設の遅れおよび同年9月11日発生のテロ事件の結果として当システムに沿った警備強化の必要性により、当システムは2002年6月19日まで開業されなかった。
トラムの利用によって2004年までに、年間約4,500回の救急車搬送および2つの主要施設間の専任シャトルバン2台の使用を排除することができた。
車両移動の発生回数の削減により、ハンツビル病院はハンツビル市大気汚染防止委員会より、2004年の産業大気汚染防止功労賞を受賞した。